# Cleopa Msuya
Cleopa Msuya (Chomvu, 4 gennaio 1931 – Dar es Salaam, 7 maggio 2025) è stato un politico tanzaniano.

## Biografia
Fu per due volte primo ministro del suo Paese: dal 1980 al 1983, e per alcuni mesi dal 1994 al 1995.
Fu vicepresidente dal 1990 al 1995.
Cleopa Msuya è morto nel 2025.